# Wielowymiarowa analiza kowariancji
Wielowymiarowa analiza kowariancji (MANCOVA – akronim od ang. Multivariate analysis of covariance) – procedura statystyczna będąca analizą kowariancji w sytuacji, kiedy jest więcej niż jedna zmienna zależna. Jest to jedna z metod statystyki wielowymiarowej.
Różnica pomiędzy wielowymiarową analizą kowariancji i zwykłą analizą kowariancji jest dokładnie taka sama, jak pomiędzy wielowymiarową analizą wariancji i zwykłą analizą wariancji. 
Przykład zastosowania: chcemy poznać wpływ zastosowania nowej metody nauczania matematyki (A) na wyniki egzaminu maturalnego z tego przedmiotu w wersji podstawowej (B) i w wersji rozszerzonej (C). Stwierdzamy, że wyniki egzaminu maturalnego zarówno w wersji podstawowej (B) i rozszerzonej (C) z matematyki są silnie związane z poziomem inteligencji (D). Chcielibyśmy wyeliminować wpływ ilorazu inteligencji na wyniki matury, aby móc bardziej precyzyjnie oszacować wpływ nowej metody nauczania na wyniki matur. Iloraz inteligencji jest w tym przykładzie kowariantem.